# 人類性別分化

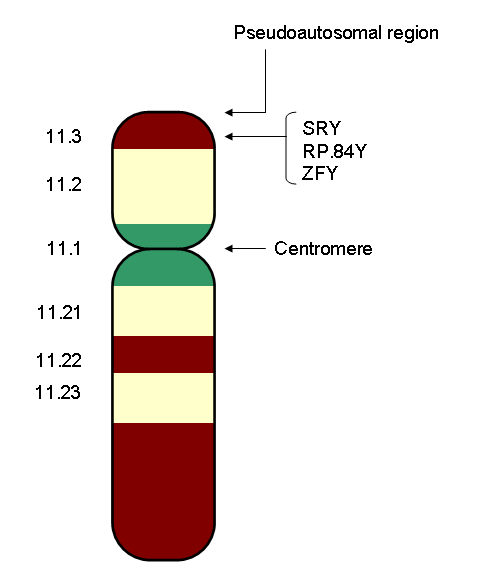
人類的Y染色體顯示了SRY基因，其作用為編碼出調節性別分化的蛋白質。

人類性別分化是人類性別差異之中的發展過程。 它被定義為表現型結構的結果對於產生賀爾蒙而跟隨性腺決定的過程。 性別分化包括生殖器，體毛於兩性上產生差異的過程，並扮演著性別辨識的一個要素。人類性別差異的發展過程由XY性別決定系統控制，而複雜的機制對於男性及女性人類的表現型差異從一個未分化的受精卵分化出來的過程是有關係的。女性擁有兩個X染色體，而男性擁有一個X染色體及一個Y染色體。 在胚胎的初期發展，兩種性別擁有相同的結構。 它們為中腎管以及中腎旁管。 SRY基因在Y染色體上的表現導致出男性睪丸的發育。 而賀爾蒙的發展導致 中旁腎管退化。 在女性中， 退化的是中腎管。
發散的性別發展，也稱為雙性人，為基因及賀爾蒙因子的結果。